# Echipa națională de fotbal a Guatemalei
Echipa națională de fotbal a Guatemalei reprezintă statul la competițiile internaționale de fotbal și este controlată de Federația Națională de Fotbal din Guatemala. Echipa s-a calificat de trei ori la Jocurile Olimpice, în 1968, 1976, și 1988. Nu s-a calificat niciodată la Campionatul Mondial.

## Calificări

### Campionatul mondial
- 1930 până în 1954 - nu a participat
- 1958 până în 2010 - nu s-a calificat

## Cupa de Aur
| An    | Rundă            | G+               | V                | E                | Î                | GP               | GÎ               |
| ----- | ---------------- | ---------------- | ---------------- | ---------------- | ---------------- | ---------------- | ---------------- |
| 1963  | Prima rundă      | 4                | 1                | 2                | 1                | 7                | 6                |
| 1965  | Locul secund     | 5                | 3                | 1                | 1                | 11               | 5                |
| 1967  | Campioni         | 5                | 4                | 1                | 0                | 7                | 1                |
| 1969  | Locul secund     | 5                | 3                | 2                | 0                | 10               | 2                |
| 1971  | nu s-a calificat | nu s-a calificat | nu s-a calificat | nu s-a calificat | nu s-a calificat | nu s-a calificat | nu s-a calificat |
| 1973  | locul cinci      | 5                | 0                | 3                | 2                | 4                | 6                |
| 1977  | locul cinci      | 5                | 1                | 1                | 3                | 8                | 10               |
| 1981  | nu s-a calificat | nu s-a calificat | nu s-a calificat | nu s-a calificat | nu s-a calificat | nu s-a calificat | nu s-a calificat |
| 1985  | Prima rundă      | 4                | 2                | 1                | 1                | 7                | 3                |
| 1989  | locul patru      | 6                | 1                | 1                | 4                | 4                | 7                |
| 1991  | Prima rundă      | 3                | 1                | 0                | 2                | 1                | 5                |
| 1993  | nu a participat  | nu a participat  | nu a participat  | nu a participat  | nu a participat  | nu a participat  | nu a participat  |
| 1996  | locul patru      | 4                | 1                | 0                | 3                | 3                | 5                |
| 1998  | Prima rundă      | 3                | 0                | 2                | 1                | 3                | 4                |
| 2000  | Prima rundă      | 2                | 0                | 1                | 1                | 3                | 5                |
| 2002  | Prima rundă      | 2                | 0                | 0                | 2                | 1                | 4                |
| 2003  | Prima rundă      | 2                | 0                | 1                | 1                | 1                | 3                |
| 2005  | Prima rundă      | 3                | 0                | 1                | 2                | 4                | 9                |
| 2007  | sferturi         | 4                | 1                | 1                | 2                | 2                | 5                |
| 2009  | nu s-a calificat | nu s-a calificat | nu s-a calificat | nu s-a calificat | nu s-a calificat | nu s-a calificat | nu s-a calificat |
| 2011  | s-a calificat    | s-a calificat    | s-a calificat    | s-a calificat    | s-a calificat    | s-a calificat    | s-a calificat    |
| Total | 1 Titlu          | 62               | 18               | 18               | 26               | 76               | 80               |

### UNCAF Nations Cup record
| An    | Rundă           | G+              | V               | E               | Î               | GP              | GÎ              |
| ----- | --------------- | --------------- | --------------- | --------------- | --------------- | --------------- | --------------- |
| 1991  | Locul trei      | 3               | 0               | 2               | 1               | 0               | 1               |
| 1993  | nu a participat | nu a participat | nu a participat | nu a participat | nu a participat | nu a participat | nu a participat |
| 1995  | Locul secund    | 4               | 2               | 0               | 2               | 2               | 5               |
| 1997  | Locul secund    | 5               | 3               | 2               | 0               | 10              | 3               |
| 1999  | Locul secund    | 5               | 3               | 1               | 1               | 5               | 2               |
| 2001  | Campioni        | 5               | 2               | 3               | 0               | 9               | 5               |
| 2003  | Locul secund    | 5               | 3               | 1               | 1               | 10              | 4               |
| 2005  | Locul trei      | 5               | 3               | 1               | 1               | 10              | 5               |
| 2007  | Locul trei      | 5               | 3               | 1               | 1               | 3               | 2               |
| 2009  | Prima rundă     | 3               | 0               | 0               | 3               | 1               | 6               |
| Total | 1 Titlu         | 40              | 19              | 11              | 10              | 50              | 33              |

## Jocurile olimpice
- 1896 până în 1924 - nu a participat
- 1928 până în 1964 - nu s-a calificat
- 1968 - Sferturi (locul șase)
- 1972 - nu s-a calificat
- 1976 - Prima rundă
- 1980 până în 1984 - nu s-a calificat
- 1988 - Prima rundă
- 1992 până în 2008 - nu s-a calificat

Notă: Fotbalul la Jocurile Olimpice s-a transformat din 1992 într-o competiție dedicată fotbaliștilor sub 23 de ani.

## Jucători

### Lot
| Nr. | Poz. | Jucător             | Data nașterii (vârsta) | Selecții | Goluri | Club               |
| --- | ---- | ------------------- | ---------------------- | -------- | ------ | ------------------ |
| 1   | P    | Luis Molina         | 4 iunie 1977           | 17       | 0      | Marquense          |
| 21  | P    | Christian Álvarez   | 21 mai 1982            | 1        | 0      | Juventud Retalteca |
| 12  | P    | Juan Paredes        | 27 noiembrie 1984      | 0        | 0      | Comunicaciones     |
|     |      |                     |                        |          |        |                    |
| 6   | F    | Gustavo Cabrera     | 13 decembrie 1979      | 81       | 1      | Municipal          |
| 4   | F    | Yony Flores         | 16 februarie 1983      | 25       | 1      | Municipal          |
| 3   | F    | Henry Medina        | 16 martie 1981         | 22       | 1      | Suchitepéquez      |
| 5   | F    | Carlos Gallardo     | 8 aprilie 1984         | 21       | 1      | Comunicaciones     |
| 16  | F    | Jaime Vides         | 12 iulie 1987          | 10       | 0      | Municipal          |
| 18  | F    | Edwin González      | 22 februarie 1982      | 6        | 0      | Mictlán            |
| 13  | M    | Fredy Iboy          | 18 aprilie 1983        | 0        | 0      | Mictlán            |
|     |      |                     |                        |          |        |                    |
| 2   | M    | Cristian Noriega    | 20 martie 1987         | 17       | 0      | Municipal          |
| 11  | M    | Guillermo Ramírez   | 26 martie 1978         | 100      | 15     | Motagua            |
| 14  | M    | Carlos Figueroa     | 19 aprilie 1980        | 38       | 4      | Xelajú             |
| 17  | M    | Gregory Ruiz        | 8 martie 1981          | 8        | 0      | Xelajú             |
| 8   | M    | Wilfred Velásquez   | 10 septembrie 1985     | 4        | 0      | Suchitepéquez      |
| 7   | M    | Marco Ciani         | 7 martie 1987          | 4        | 0      | Xelajú             |
| 15  | M    | Manuel León         | 23 septembrie 1987     | 1        | 0      | USAC               |
| 19  | M    | Riqui Murga         | 15 iulie 1980          | 0        | 0      | Marquense          |
|     |      |                     |                        |          |        |                    |
| 20  | A    | Carlos Ruiz         | 15 septembrie 1979     | 65       | 36     | Aris Thessaloniki  |
| 10  | A    | Tránsito Montepeque | 16 decembrie 1980      | 15       | 5      | Comunicaciones     |
| 9   | A    | Mario Castellanos   | 19 mai 1982            | 6        | 2      | Heredia            |

### Recent convocați
| Nr. | Poz. | Jucător                 | Data nașterii (vârsta)        | Selecții | Goluri | Club                 |
| --- | ---- | ----------------------- | ----------------------------- | -------- | ------ | -------------------- |
|     | P    | Ricardo Jerez Jr        | 4 februarie 1986 (39 de ani)  | 5        | 0      | Suchitepéquez        |
|     | P    | Ricardo Trigueño Foster | 17 aprilie 1980 (44 de ani)   | 52       | 0      | Deportivo Malacateco |
|     |      |                         |                               |          |        |                      |
|     | F    | Erwin Aguilar           | 18 iulie 1989 (35 de ani)     | 0        | 0      | USAC                 |
|     | F    | José Hidalgo            | 22 aprilie 1989 (35 de ani)   | 0        | 0      | Suchitepéquez        |
|     | F    | Wilson Lalín            | 3 mai 1985 (39 de ani)        | 4        | 0      | Suchitepéquez        |
|     |      |                         |                               |          |        |                      |
|     | M    | Wilber Caal             | 27 aprilie 1984 (40 de ani)   | 0        | 0      | Suchitepéquez        |
|     | M    | José Manuel Contreras   | 19 ianuarie 1986 (39 de ani)  | 28       | 2      | Xelajú               |
|     | M    | Jean Márquez            | 6 martie 1985 (40 de ani)     | 16       | 0      | Comunicaciones       |
|     | M    | Abner Trigueros         | 27 decembrie 1987 (37 de ani) | 12       | 2      | Comunicaciones       |
|     | M    | Jairo Arreola           | 20 septembrie 1985            | 2        | 0      | Comunicaciones       |
|     | M    | Fredy Thompson          | 2 iunie 1982                  | 81       | 0      | Comunicaciones       |
|     |      |                         |                               |          |        |                      |

| #  | Nume              | Ani la națională | Goluri |
| -- | ----------------- | ---------------- | ------ |
| 1  | Guillermo Ramírez | 1997–prezent     | 100    |
| 2  | Gustavo Cabrera   | 2000–prezent     | 90     |
| 3  | Juan Carlos Plata | 1996–2010        | 87     |
| 4  | Carlos Ruiz       | 1998–prezent     | 86     |
| 5  | Fredy Thompson    | 2001–prezent     | 84     |
| 6  | Julio Girón       | 1992–2006        | 82     |
| 7  | Edgar Estrada     | 1995–2003        | 80     |
| 8  | Gonzalo Romero    | 2000–present     | 77     |
| 9  | Fredy García      | 2000–2008        | 69     |
| 10 | Erick Miranda     | 1991–2001        | 69     |

| # | Nume              | Ani la națională | Goluri |
| - | ----------------- | ---------------- | ------ |
| 1 | Carlos Ruíz       | 1998–prezent     | 41     |
| 2 | Juan Carlos Plata | 1996–2006        | 35     |
| 3 | Fredy García      | 2000–prezent     | 20     |
| 4 | Juan Manuel Funes | 1985–2000        | 15     |
| 5 | Guillermo Ramírez | 1997–prezent     | 14     |
| 6 | Dwight Pezzarossi | 2000–prezent     | 13     |

## Managers
| Nume                                | Perioadă     | Meciuri | Victorii | Egaluri | Înfrângeri | % Victorii | Titluri                                                                           |
| ----------------------------------- | ------------ | ------- | -------- | ------- | ---------- | ---------- | --------------------------------------------------------------------------------- |
| Jimmy Elliott                       | 1935         |         |          |         |            |            |                                                                                   |
| Manuel Felipe Carrera               | 1946         |         |          |         |            |            |                                                                                   |
| José Alberto Cevasco                | 1948         |         |          |         |            |            |                                                                                   |
| Enrique Natalio Pascal Palomini     | 1950         |         |          |         |            |            |                                                                                   |
| Juan Aguirre                        | 1953         |         |          |         |            |            |                                                                                   |
| Alfredo Cuevas                      | 1955–1957    |         |          |         |            |            |                                                                                   |
| José Alberto Cevasco                | 1960–1961    |         |          |         |            |            |                                                                                   |
| Afro Geronazzo                      | 1961         |         |          |         |            |            |                                                                                   |
| César Viccino                       | 1965         |         |          |         |            |            |                                                                                   |
| Rubén Amorín                        | 1967         |         |          |         |            |            | Câștigător al Campionatului NORCECA 1967                                          |
| César Viccino                       | 1968–1969    |         |          |         |            |            |                                                                                   |
| Lorenzo Ausina Tur                  | 1969         |         |          |         |            |            |                                                                                   |
| Carmelo Faraone                     | 1971         |         |          |         |            |            |                                                                                   |
| Afro Geronazzo                      | 1971–1972    |         |          |         |            |            |                                                                                   |
| Rubén Amorín                        | 1972         |         |          |         |            |            |                                                                                   |
| Néstor Valdez Moraga                | 1972         |         |          |         |            |            |                                                                                   |
| Rubén Amorín                        | 1976         |         |          |         |            |            |                                                                                   |
| Carlos Cavagnaro                    | 1976         |         |          |         |            |            |                                                                                   |
| Carlos Wellman                      | 1976         |         |          |         |            |            |                                                                                   |
| José Ernesto Romero                 | 1979         |         |          |         |            |            |                                                                                   |
| Rubén Amorín                        | 1980         |         |          |         |            |            |                                                                                   |
| Carlos Cavagnaro                    | 1983         |         |          |         |            |            |                                                                                   |
| Dragoslav Šekularac                 | 1984–1985    |         |          |         |            |            |                                                                                   |
| Julio César Cortés                  | 1987         |         |          |         |            |            |                                                                                   |
| Jorge Roldán                        | 1988         |         |          |         |            |            |                                                                                   |
| Rubén Amorín                        | 1989–1990    |         |          |         |            |            |                                                                                   |
| Haroldo Cordón                      | 1991         |         |          |         |            |            |                                                                                   |
| Miguel Angel Brindisi               | 1992         |         |          |         |            |            |                                                                                   |
| Jorge Roldán                        | 1995         |         |          |         |            |            | Finalist al Cupei Națiunilor UNCAF 1995                                           |
| Juan Ramón Verón                    | 1996         | 11      | 6        | 1       | 4          | 54.6%      |                                                                                   |
| Horacio Cordero                     | 1996         | 9       | 5        | 0       | 4          | 55.6%      |                                                                                   |
| Miguel Angel Brindisi               | 1997–1998    | 23      | 9        | 11      | 3          | 39.1%      | Finalist al Cupei Națiunilor UNCAF 1997                                           |
| Carlos Bilardo Eduardo Luján Manera | 1998         | 8       | 2        | 3       | 3          | 25.0%      |                                                                                   |
| Benjamín Monterroso                 | 1999         | 11      | 4        | 2       | 5          | 36.4%      | Finalist al Cupei Națiunilor UNCAF 1999                                           |
| Carlos Miloc                        | 2000         | 5       | 0        | 3       | 2          | 0.0%       |                                                                                   |
| Julio César Cortés                  | 2000–2003    |         |          |         |            |            | Câștigător al Cupei Națiunilor UNCAF 2001 Finalist al Cupei Națiunilor UNCAF 2003 |
| Víctor Manuel Aguado                | 2003         |         |          |         |            |            |                                                                                   |
| Ramón Maradiaga                     | 2004–2005    | 42      | 17       | 9       | 16         | 40.5%      |                                                                                   |
| Hernán Darío Gómez                  | 2006–2008    | 21      | 5        | 4       | 12         | 23.8%      |                                                                                   |
| Ramón Maradiaga                     | 2008         | 5       | 2        | 1       | 2          | 50.0%      |                                                                                   |
| Benjamín Monterroso                 | 2008–2009    | 5       | 1        | 0       | 4          | 20.0%      |                                                                                   |
| Ever Hugo Almeida                   | 2010–prezent |         |          |         |            |            |                                                                                   |